# Ipiranga do Piauí
Ipiranga do Piauí este un oraș în Piauí (PI), Brazilia.